# ルートヴィヒ跳躍伯
ルートヴィヒ跳躍伯（ドイツ語：Ludwig der Springer, 1042年 - 1123年5月6/8日）は、テューリンゲンの伯。ルートヴィヒについてはほとんど知られていることがなく、伝説的な人物である。後にテューリンゲン方伯領の中核となるヴァルトブルク城を建設したといわれている。息子ルートヴィヒ1世は1130年にルードヴィング家の初代テューリンゲン方伯となり、以後同家が1247年まで方伯位を継承した。

## 生涯
ルートヴィヒはフランケン出身の貴族ルードヴィング家の一員である。アルテンベルゲンの教区教会で洗礼を受けた。1080年ごろ、弟ベリンガーとともにシェーンライン・アム・マインに修道院を創建した。1100年の記録において、ルートヴィヒの兄弟がフリードリヒロダ近くのシャウエンブルクの名を名乗っていたことが確認される。シャウエンブルク城は兄弟の父ルートヴィヒ髭伯が建設した城であった（現在は城跡のみ残る）。
伝説によれば、ルートヴィヒはザーレ川に大胆にも飛び込んだことから「シュプリンガー（跳躍伯）」というあだ名が付けられたという。彼はザクセン宮中伯領（ザーレ川の西、ウンシュトルートの北のザーレ・ウンシュトルト地域。ザクセン宮中伯の祖先の本拠地はヴァイセンフェルス近くのゴーゼック城であった）を手に入れようとし、ザクセン宮中伯フリードリヒ3世を刺殺したと言われている。その後、ルートヴィヒはハレ近くのギービヒェンシュタイン城に投獄された。投獄から3年目に処刑の危機にさらされ、その後、城の塔にある支柱を利用して下を流れるザーレ川に飛び込んだ。そこでは使用人がすでにボートとお気に入りの真っ白な馬「シュヴァン（白鳥）」を連れてルートヴィヒを待っていた。殺人の償いとして、ルートヴィヒはザンガーハウゼンにウルリヒ教会を建設させ、その後ラインハルツブルン修道院を創建し、ルードヴィング家の修道院に発展した。
実際のところ「シュプリンガー（跳躍伯）」というたてる名前の由来をめぐる伝説は、ラテン語の名前であるサリクス（Salicus）を誤って解釈したものである。これは、ルートヴィヒがザーリアー家の出身であり、それが誤ってシュプリンガーと訳されていたことを意味する。ルートヴィヒはギービヒェンシュタインに捕らえられることはなかった可能性もある。
ヴァルトブルク城の創設に関する伝説も伝わっている。1067年、ルートヴィヒは狩猟中に後に領地となる地を見つけ、「待ってください、山よ、あなたは私の代わりに城をもたらしてくれるはずです！」と叫んだと言われている。城を建てる山はルートヴィヒの領土に含まれていなかったため、ルートヴィヒは土を盛って山を作り、その後ヴァルトブルクを建てた。皇帝の前でヴァルトブルクに対する自らの権利を主張するために、ルートヴィヒは最も忠実な騎士12人とともに「誓いの剣」を地面に突き立て、ここが自らの正当な土地であると名誉にかけて誓わなければならなかった。
叙任権闘争において、ルートヴィヒは、ザーリア朝の皇帝ハインリヒ4世およびハインリヒ5世の主な反対者の一人であった。ヴァルトブルクの創建者であるルートヴィヒとその妃アーデルハイト・フォン・シュターデの像がナウムブルク大聖堂の有名な寄贈者像の中に含まれているというヴォルフガング・ハルトマンの主張は、ルードヴィング家の反皇帝的な態度やルートヴィヒの政治的立場などの事実に基づいている。

## 結婚と子女
ルートヴィヒは1088年にノルトマルク辺境伯ロタール・ウド2世の娘でザクセン宮中伯フリードリヒ3世の未亡人であったアーデルハイト・フォン・シュターデと結婚し、以下の子女をもうけた。
- ヘルマン（1114年没） - 帝国の捕虜となった
- ルートヴィヒ1世（1140年没） - テューリンゲン方伯
- ハインリヒ・ラスペ1世（1095年頃 - 1130年） - グーデンスベルク伯ギゾ4世の未亡人クニグンデ・フォン・ビルシュタインと結婚
- ウド1世（1148年没） - ナウムブルク司教
- クニグンデ
- ツェツィーリア（1141年没） - フェルデンツ伯ゲルラッハ1世と結婚
- アーデルハイト
- コンラート（1100年頃没）